# Сражение при Этау-Спрингс
Сражение при Этау-Спрингс (англ. Battle of Eutaw Springs) — одно из сражений американской войны за независимость, которое произошло 8 сентября 1781 года на территории округа Оринджберг в Южной Каролине. Армия генерала Натанаэля Грина атаковала британский отряд под командованием подполковника Стюарта, выдержала несколько штыковых атак и отбросила отряд Стюарта к его лагерю. Американцам не удалось выбить Стюарта с этой позиции до темноты. Продолжению сражения помешал дождь, и Стюарт смог отвести свой отряд к Чарлстону.

## Предыстория
В начале 1781 года генерал-майор Натанаэль Грин, командующий Южной Континентальной армией, начал кампанию по вытеснению британских сил из провинциальной части штата Южная Каролина. 22 мая 1781 года Грин осадил укреплённое селение Девяносто-Шестой (Ninety Six). Спустя почти месяц Грин узнал, что из Чарльстона приближается подкрепление под командованием лорда Роудона. 18 июня Грин решился штурмовать Девяносто-Шестой, но был отбит. Опасаясь армии Роудона, Грин отвёл свой отряд к Шарлотту. Девяносто-Шестой был единственным укреплением британцев за пределами Чарлстона, но несмотря на это Роудон решил эвакуировать гарнизон и разрушить укрепления. В августе он сдал командование подполковнику Александру Стюарту и покинул Америку.
4 августа Грин выступил в сторону Камдена, чтобы пересечь реку Уотери, а затем переправу Хауэлла, чтобы пересечь реку Конгари. К 4 сентября они разбили лагерь в Форт-Мотте.
13 августа полковник Стюарт повёл отряд из 2 000—2300 человек от Оранжбурга до плантации Томпсона, к югу от реки Конгари. Затем 27 августа он вернулся в Юто-Спрингс.

## Сражение
В 4:00 утра 8 сентября 1781 года, армия Грина начала марш от плантации Берделла в направлении Юто-Спрингс.
У британского генерала Стюарта было от 1800 до 2000 солдат. Его регулярные войска были 3-м пехотным, 63-м пехотным, 64-м пехотным и фланговым батальоном Джона Марджорибанкса из 300 человек. Последний отряд состоял из сближенных фланговых рот 3-й, 19-й и 30-й дивизий. Также поддержали два контингента лоялистов США.

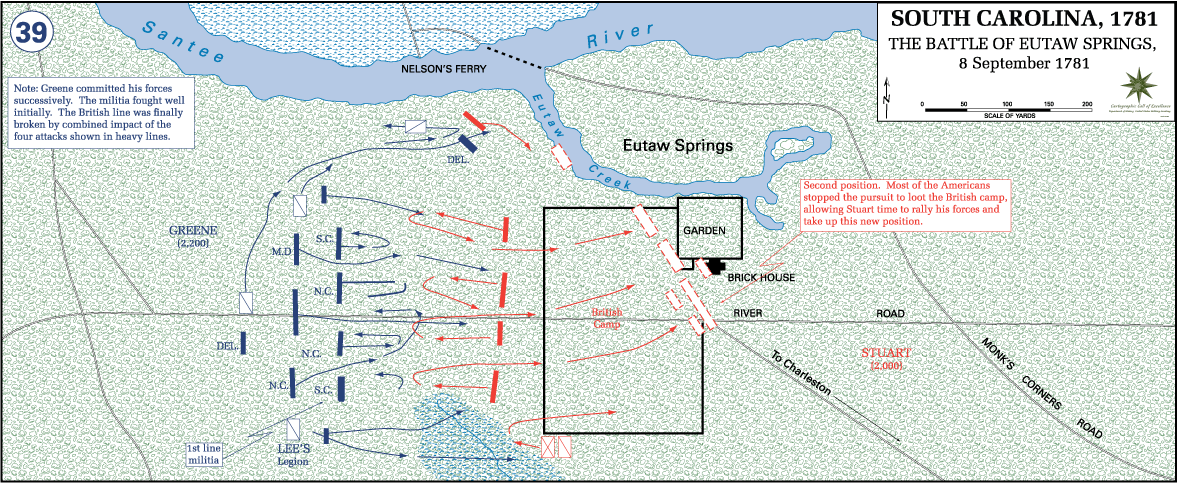
Карта сражения

Около 8 часов утра 8 сентября капитан Джон Коффин и отряд его конницы лоялистов из Южной Каролины вели разведку перед основными силами Стюарта, когда он столкнулся с конным американским разведывательным отрядом под командованием майора Джона Армстронга. Американские войска заманили отряд Джона Коффина в засаду. Сам Коффин бежал, оставив 4—5 убитых и более 40 захваченных в плен. Затем отряд Армстронга натолкнулся на фуражиров Стюарта, и захватил около 400 из них.
Войска Грина, насчитывающие около 2200 человек, подошли к лагерю Стюарта, в то время как сам Стюарт, предупреждённый Коффином, развернул свои силы. В 9 утра американцы начали атаку артиллерией и наступлением британских ополченцев, которые вскоре были разбиты.
Британский лагерь был разграблен, а нападение на англичан, оставленное кавалерией, провалилось. В этот момент Грин приказал отступить со всеми ранеными.

## Последствия

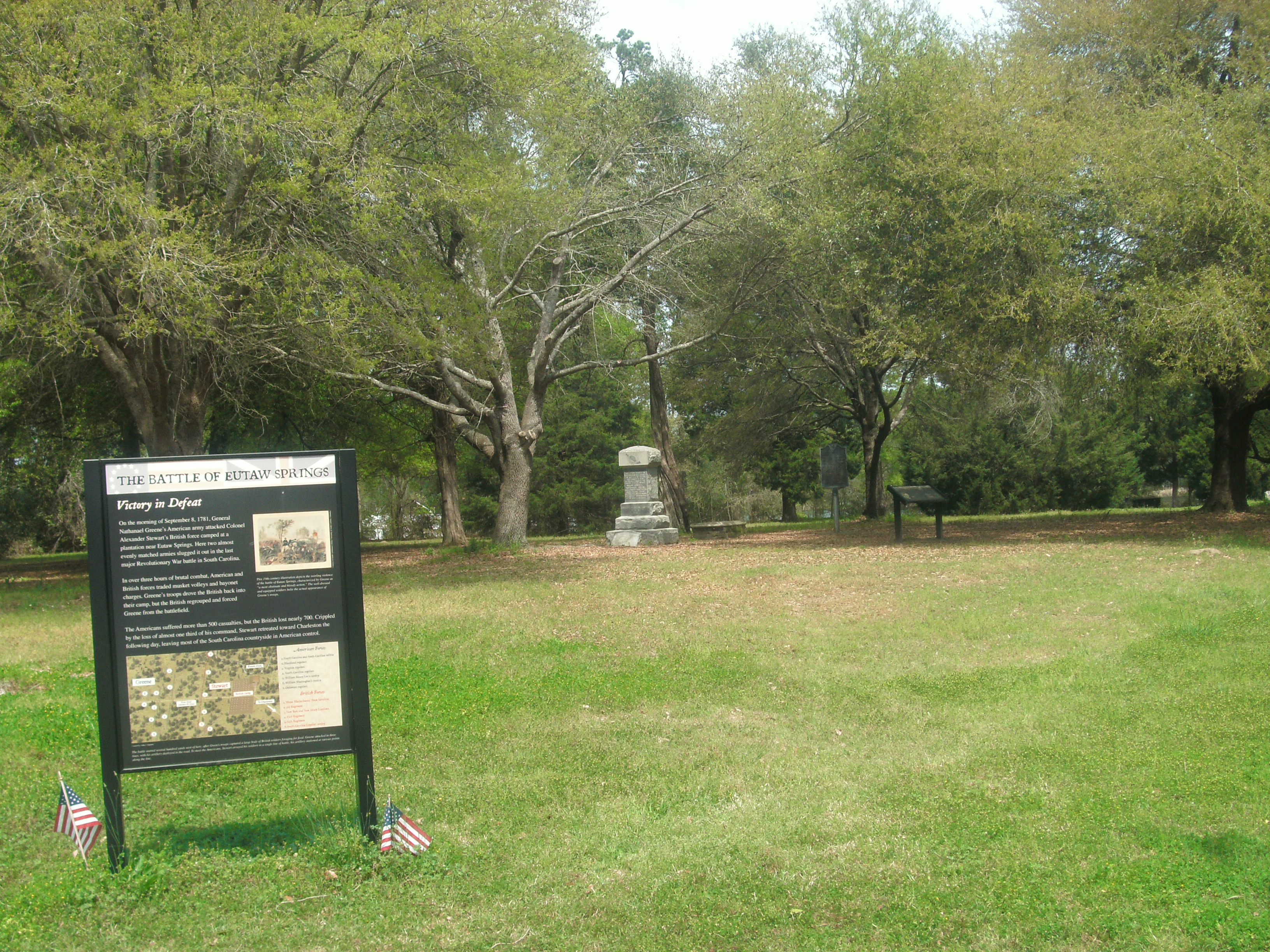
Поле битвы в настоящее время

Несмотря на тактическую победу, англичане стратегически проиграли. Их неспособность остановить продолжающиеся операции Натаниэля Грина вынудила отказаться от большинства своих завоеваний на Юге, оставив им контроль над небольшим количеством изолированных анклавов в Уилмингтоне, Чарльстоне и Саванне. Попытка британцев умиротворить Юг при поддержке лоялистов потерпела неудачу даже до того, как Корнуоллис сдался в Йорктауне.